# HomePod mini
HomePod mini是由苹果公司开发的智能扬声器。其外观类似球体，直径约4英寸，体积小于HomePod，也更便宜。
苹果在2020年10月13日的发布会上，发布了适用于HomePod和HomePod mini的新软件，该软件改进了内置的连续互通和接力；使Siri能够识别最多六个人的声音，并个性化对每个人的声音；并添加了对讲功能——也可以在iPhone、iPad和Apple Watch上使用——使拥有多个HomePod的用户能够在不同的房间相互通信。
HomePod mini支持线程网络协议，由通过IP连接家庭工作组（Project Connected Home over IP）支持。
苹果于2020年11月6日开始接受99美元的HomePod mini订单，并在10天后开始发货。
HomePod mini 配备全范围驱动程序和双无源散热器、360°声场的定制声波导和实时调校的计算音频。它有四个麦克风来监听Siri命令，
其无线功能包括802.11n Wi-Fi、蓝牙5和用于设备接近的超宽频芯片。
它的设计温度为32至95 °F（0至35 °C）；相对湿度在5%至90%（非冷凝）；在10,000英尺（3,000）的高度运行。
它可以适用于装有最新iOS的iPhone SE（第1代）、iPhone 6s或更新机型或 iPod touch（第7代）；或装有最新iPadOS的 iPad Pro、iPad（第5代或更新机型）、iPad Air 2或更新机型，或iPad mini 4或更新机型。